# Bredia esquirolii
Bredia esquirolii là một loài thực vật có hoa trong họ Mua. Loài này được (H. Lév.) Lauener mô tả khoa học đầu tiên năm 1972.